# Leola (Pensilvania)
Leola es un lugar designado por el censo ubicado en el condado de Lancaster en el estado estadounidense de Pensilvania. En el Censo de 2010 tenía una población de 7214 habitantes y una densidad poblacional de 745,85 personas por km².

## Geografía
Leola se encuentra ubicado en las coordenadas 40°5′34″N 76°11′20″O / 40.09278, -76.18889. Según la Oficina del Censo de los Estados Unidos, Leola tiene una superficie total de 15.57 km², de la cual 15.57 km² corresponden a tierra firme y (0%) 0 km² es agua.

## Demografía
Según el censo de 2010, había 7214 personas residiendo en Leola. La densidad de población era de 745,85 hab./km². De los 7214 habitantes, Leola estaba compuesto por el 89.78% blancos, el 1.62% eran afroamericanos, el 0.15% eran amerindios, el 4.8% eran asiáticos, el 0.06% eran isleños del Pacífico, el 1.87% eran de otras razas y el 1.72% pertenecían a dos o más razas. Del total de la población el 7.47% eran hispanos o latinos de cualquier raza.